# Sonny Monteiro
Francisco Xavier „Sonny” Monteiro (ur. 3 lutego 1926, zm. 20 września 2002) – hongkoński pływak, uczestnik Letnich Igrzysk Olimpijskich 1952.
Monteiro brał udział w pierwszych igrzyskach olimpijskich dla reprezentacji Hongkongu. Wystąpił w eliminacjach trzech konkurencji: 100 i 400 m stylem dowolnym oraz 1500 m stylem dowolnym. W eliminacjach pierwszej konkurencji zajął przedostatnie piąte miejsce z czasem 1:03,1. W dwóch kolejnych zajmował natomiast ostatnie miejsca w wyścigach kwalifikacyjnych (dwukrotnie szóste). Na 400 m uzyskał czas 5:21,6, a na 1500 m 22:26,7. W żadnej z tych konkurencji nie przebrnął jednak eliminacji.